# Deniz Günay
Deniz Günay es una deportista turca que compitió en tiro con arco, en la modalidad de arco recurvo .
Ganó una medalla de bronce en el Campeonato Mundial de Tiro con Arco al Aire Libre de 1997, una medalla de plata en el Campeonato Mundial de Tiro con Arco en Sala de 1999 y dos medallas en el Campeonato Europeo de Tiro con Arco en Sala de 1998.

## Palmarés internacional
| Campeonato Mundial al Aire Libre | Campeonato Mundial al Aire Libre | Campeonato Mundial al Aire Libre | Campeonato Mundial al Aire Libre |
| Año                              | Lugar                            | Medalla                          | Prueba                           |
| -------------------------------- | -------------------------------- | -------------------------------- | -------------------------------- |
| 1997                             | Victoria (Canadá)                | Medalla de bronce                | Equipo                           |
| Campeonato Mundial en Sala       |                                  |                                  |                                  |
| Año                              | Lugar                            | Medalla                          | Prueba                           |
| 1999                             | La Habana (Cuba)                 | Medalla de plata                 | Equipo                           |
| Campeonato Europeo en Sala       |                                  |                                  |                                  |
| Año                              | Lugar                            | Medalla                          | Prueba                           |
| 1998                             | Oldenburgo (Alemania)            | Medalla de oro                   | Individual                       |
| 1998                             | Oldenburgo (Alemania)            | Medalla de plata                 | Equipo                           |